# Barbastro
Barbastro (latinul: Barbastrum vagy Civitas Barbastrensis, aragonézül: Balbastro) egy kisváros Aragóniában, Huesca tartományban, Spanyolországban. A város (Barbastra vagy Bergiduna néven is ismert) a Cinca és Vero folyók találkozásánál fekszik, híres szülötte többek között Antonio Ricardos tábornok is. A római településtől délre fut el az Ilerdát (Lleida) és Asturicát (Astorga) összekötő északi út, illetve maga a város, a Via XXV Hispanica a mai Franciaország területére vivő meghosszabbításának egyik ágán fekszik.

## Történet
A várost a keltibérek Bergidum vagy Bergiduna néven alapították, a római kori település  Barbastro (ma Brutina) Tarraconensis provincia része volt.
A rómaiak után a vizigót királyság része volt. Musa bin Nusair 717-ben foglalta el, és innentől kezdve Madyar volt a város neve.
Később Banu Jalaf 882-ig nagyjából visszaállította a Brabstra nevet. 942-ben a hispániai kalandozások során a magyarok legismertebb haditette Barbastro urának fogságba ejtése volt, később váltságdíj ellenében szabadon engedték.
1064-ben I. Sancho (Ramírez), Aragónia királya 50.000 áldozattal járó ütközetet vívott itt, ez volt a reconquista egyik legnagyobb ütközete a Barbastrói csata. A következő évben a mórok visszafoglalták, 1101-től került ismét aragón kézbe. Innentől a város története Aragónia történetével egyezik.
A francói diktatúra kényszerű enyhülésével és végével a város térségnek gazdasága, elsősorban mezőgazdasági alapon ismét fellendült. Kézműipara is van, és annak köszönhetően, hogy Zaragoza és Toulouse és azon át észak-Franciaország irányába jó fekvésű, kereskedelmi és modern, turisztikai szempontból is fellendülésben van.

## Hírességek
- Bartolomé és Lupercio de Argensola, fivérek, történészek és költők a spanyol aranykorból, a spanyol kultúra, elsősorban képzőművészet és irodalom fontos korából.
- Antonio Ricardos Carrillo de Albornoz, tábornok, a spanyol felvilágosodás korának egyik legnagyobb alakja, Madrid, Carabanchel kerülete legfontosabb főútja: a Calle General Ricardos névadója.
- Szent Josemaría Escrivá de Balaguer katolikus pap 1902. január 9-én itt született. Fiatalon elkötelezett hívővé vált, életét választott hivatása töltötte ki. 1928-ban Madridban megalapította az Opus Dei -t, melynek szervezetét 1951-ben ismerte el a Szentszék és 1982 óta személyi praelaturaként működik

Itt halt vértanú halált Boldog Ceferino Giménez 1936-ban.

## Testvérvárosok
- Saint-Gaudens, Felső-Garonne, Franciaország

## Népesség
A település lakosságának változását az alábbi diagram mutatja:
| Lakosok száma | 14 382 | 15 592 | 15 880 | 16 924 | 17 085 | 17 109 | 16 961 | 16 979 | 17 146 | 17 558 |
|               | 2001   | 2004   | 2006   | 2009   | 2011   | 2014   | 2016   | 2019   | 2021   | 2024   |